# Sino-Américains
Un Sino-Américain (en anglais : Chinese Americans, en chinois traditionnel : 華裔美國人 (Huáyì měiguó rén) ou 美籍華人 (Měi jí huárén) et en chinois simplifié : 华裔美国人 (Huáyì měiguó rén) ou 美籍华人 (Měi jí huárén)) est un Américain d'origine chinoise. Les Sino-Américains constituent un des groupes de la diaspora chinoise dans le monde, et un sous-groupe des Asio-Américains, catégorie du bureau du recensement des États-Unis.
Le terme de Sino-Américain inclut en général non seulement les immigrants de Chine continentale, de Hong Kong, de Macao, de Taïwan et leurs descendants, mais aussi les immigrés et les descendants des chinois ethniques ayant émigré aux États-Unis à partir de lieux aussi divers que la Malaisie, Singapour et d'autres pays d'Asie du Sud.
La communauté chinoise américaine est le plus grand groupe ethnique d'Américains d'origine asiatique (22,4 % de cette population en 2010). Ils constituent 1,2 % de la population des États-Unis dans son ensemble.
En 2018, la population américaine d'origine chinoise comptait environ 5,1 millions de personnes.

## Histoire
Les premiers immigrés chinois sont arrivés en 1820, selon les rapports gouvernementaux américains. 325 hommes sont recensés à la ruée vers l'or en Californie en 1849 ; ils se chargeaient d'effectuer des tâches secondaires,,. On compte 25 000 immigrés en 1852, et 105 465 en 1880, la majeure partie résidant sur la côte ouest. Ils formaient environ 10 % de la population californienne. La majeure partie d'entre eux étaient des jeunes hommes sans diplôme originaire de six districts de la province de Guangdong. La population chinoise passe de 2 716 en 1851 à 63 000 en 1871. Durant la décennie 1861-1870, on en compte 64 301. Entre 1871 et 1880, on en compte 123 201. 77 % d'entre eux résidait en Californie, et le reste était éparpillé à l'ouest et au sud du pays, et en Nouvelle-Angleterre.
Les immigrants chinois sont généralement amenés à effectuer les tâches subalternes les plus pénibles. Manœuvres, ils participaient à la construction des chemins de fer et des ponts, travaillaient dans les mines ou emballaient des cigares. Ils étaient payés moins que les Blancs et devaient acquitter une taxe spéciale que les Blancs ne payaient pas. Ils vivaient dans des quartiers réservés appelés Chinatown dans chaque ville. Avant la guerre civile, 50 000 Chinois travaillent dans la seule Californie, dont un grand nombre pour les compagnies de chemin de fer. En 1869, le chemin de fer fut terminé et des milliers de travailleurs chinois se retrouvèrent brusquement sans-emplois et placés en concurrence avec les Blancs sur le marché du travail, alimentant dès lors un fort sentiment xénophobe. Une partie de la presse contribue également à une campagne visant les Chinois et ces derniers sont les cibles de plusieurs émeutes. Les Chinois n'ayant pas le droit de témoigner devant les tribunaux en Californie, leurs agresseurs bénéficient d'une impunité presque totale. Le 24 octobre 1871, à Los Angeles, des immeubles du quartier chinois sont pillés et 20 de leurs habitants sont abattus par balles ou pendus. Sur les quelque 600 émeutiers, 10 seulement sont inculpés mais furent acquittés par la cour suprême.
En 1868, le traité de Burlingame est signé entre les États-Unis et la Chine, qui accepte de mettre fin au contrôle sur l'émigration de ses ressortissants. Avec la crise économique de 1873, les sentiments anti-immigrants se renforcèrent à nouveau et les partis républicain et démocrate intégrèrent à leurs programmes électoraux des mesures anti-chinoises. En 1879, les électeurs de l'État californien votent à 94 % contre la présence d'immigrants chinois, ce qui prépare le terrain à la loi d'exclusion des Chinois de 1882. En 1880, l'administration Hayes tente de négocier un nouveau traité avec la Chine. L' Angell Treaty permet aux États-Unis de restreindre, et non d'interdire totalement, l'immigration chinoise. En 1882, le congrès adopte le Chinese Exclusion Act, qui restreint l'immigration chinoise pendant 10 années.
Dans les mines du Nevada, les ouvriers chinois sont chassés de leurs emplois dès la fin de la guerre civile. Lors d'un incident de ce genre, à French Corral, toutes les cabanes des Chinois furent incendiées et nombre de leurs habitants battus. L'instigateur de l'émeute est condamné à une simple amende. En septembre 1885, des miliciens envahirent les mines de charbons à Rock Springs (Wyoming) pour en expulser les travailleurs chinois ; 22 furent tués et une cinquantaine de maisons sont incendiées.
Les femmes, peu nombreuses (7,1 % de la population chinoise selon un recensement de 1870), ne sont pas autorisées à travailler dans les cuisines ou au comptoir des bars et des restaurants, ni même à faire le ménage des bureaux de la mine. Nombre d'entre elles sont alors contraintes à la prostitution. En outre, elles y sont parfois obligées par leurs maitres blancs, l'esclavage des Chinois n'étant pas rare en Californie. Au milieu des années 1850, 70 à 150 Chinois résidaient à New York, et 11 d'entre eux étaient mariés à des Irlandaises. En 1906, The New York Times (du 6 août) recense 300 Irlandaises mariées ou cohabitant avec des Chinois à New York. Dans les années 1960, on recense près de 3 500 Chinois mariés à des femmes blanches, et 2 900 Chinoises mariés à des hommes blancs.

## Démographie
| Indicateur                             | Sino-Américains | États-Unis |
| -------------------------------------- | --------------- | ---------- |
| Personnes de moins de 5 ans            | 6,2 %           | 6,2 %      |
| Personnes de moins de 18 ans           | 22,9 %          | 23 %       |
| Personnes de plus de 65 ans            | 10,8 %          | 14,5 %     |
| Femmes                                 | 52,9 %          | 50,8 %     |
| Vétérans                               | 1,6 %           | 8,3 %      |
| Personnes nées étrangères à l'étranger | 60,6 %          | 13,2 %     |
| Personnes étrangères                   | 25,3 %          | 7,0 %      |
| Personnes sans assurance maladie       | 11 %            | 13 %       |
| Personnes avec un handicap             | 5,9 %           | 12,4 %     |
| Revenus annuels                        | 32 743 $        | 28 930 $   |
| Personnes sous le seuil de pauvreté    | 14,6 %          | 15,5 %     |
| Diplômés du lycée                      | 82,9 %          | 86,7 %     |
| Diplômés de l'université               | 52,6 %          | 29,8 %     |

### Langues
Selon l'American Community Survey, en 2010 0,82 % de la population âgée de plus de 5 ans (soit 2 139 834 personnes) déclare parler une langue chinoise (mandarin, cantonais...) à la maison. 32,27 % de ces personnes vivent en Californie, 16,78 % dans l'État de New York, et 5,52 % au Texas.
En Californie, en 2010, 2,80 % de la population âgée de plus de 5 ans déclare parler une langue chinoise à la maison. Ce pourcentage est de 2,66 % dans l'État de New York, 2,37 % à Hawaï, 1,59 % dans le Massachusetts, 1,23 % dans le New Jersey, 1,19 % dans l'État de Washington, 1,05 % dans le Maryland, 0,97 % dans le Nevada, 0,68 % dans le Connecticut, 0,67 % dans l'Illinois, 0,61 % dans l'Oregon et 0,56 % au Texas.

### Religions
Selon une étude du Pew Research Center, en 2012 22 % des Sino-Américains sont de confession protestante, 8 % catholiques, 15 % bouddhistes et 52 % sans affiliation religieuse. Selon la même étude, 43 % des Sino-Américains se sont convertis à une autre religion que celle dans laquelle ils ont grandi.

## Politique

### Sociologie électorale
| Candidat | Candidat    | 2012 | 2016 |
| -------- | ----------- | ---- | ---- |
|          | Démocrate   | 69 % | 61 % |
|          | Républicain | 29 % | 35 % |
|          | Autres      | 2 %  | 5 %  |

### Représentation

#### Congrès

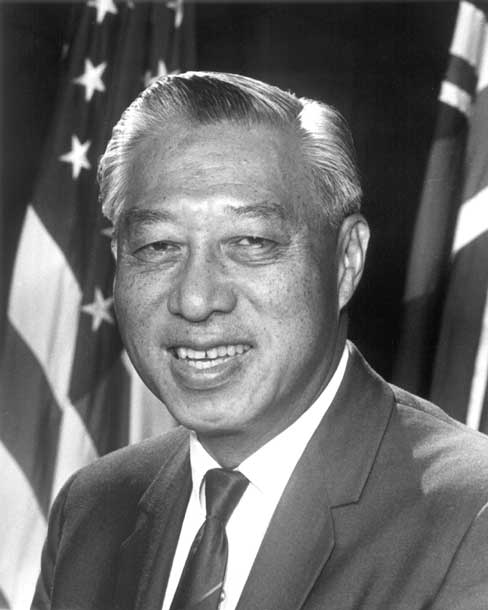
Hiram Fong, premier sénateur asio-américain et premier Sino-Américain élu au Congrès (sénateur pour Hawaï de 1959 à 1977)[27].
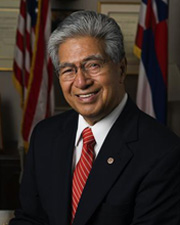
Daniel Akaka, sénateur pour Hawaï de 1990 à 2013[28].
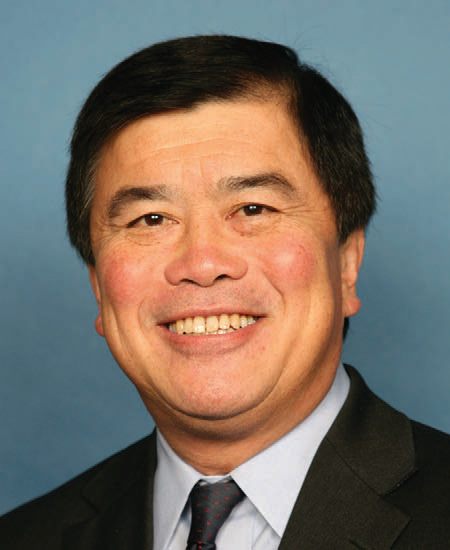
David Wu, représentant pour l’Oregon de 1999 à 2011
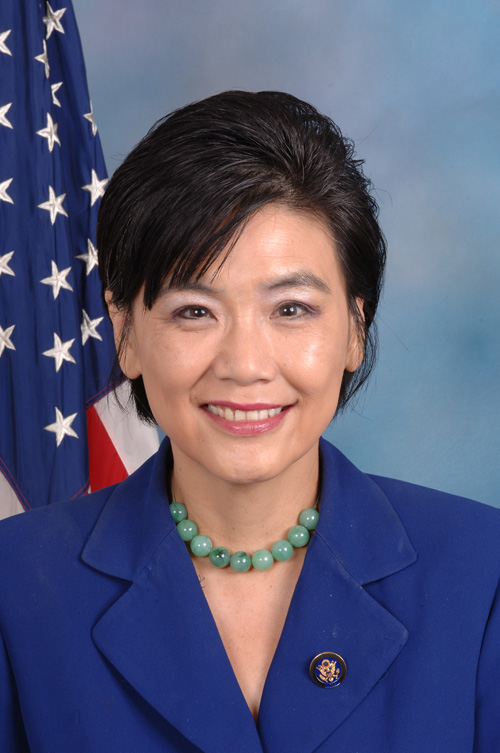
Judy Chu, représentante pour la Californie depuis 2009[29].
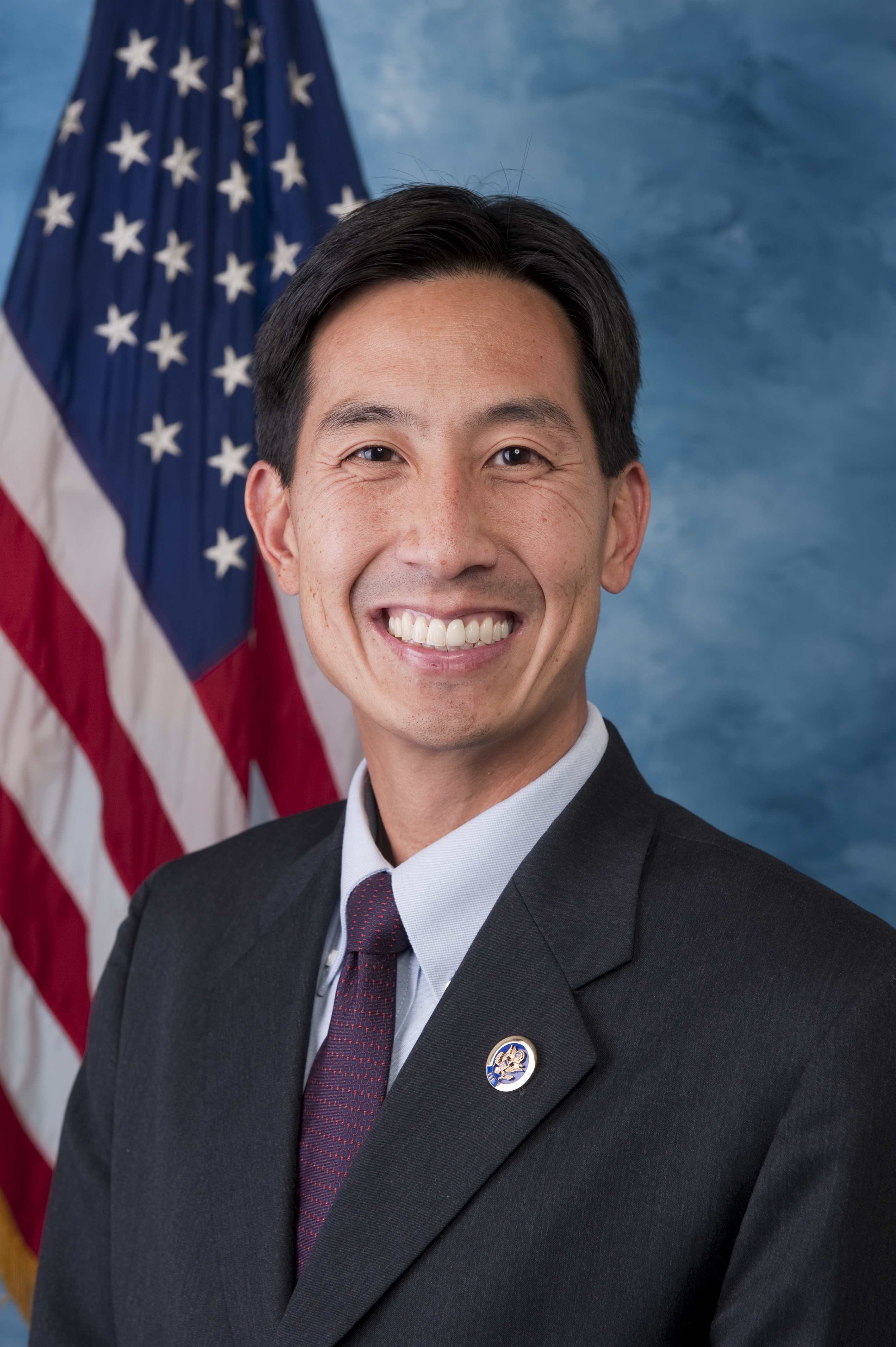
Charles Djou, représentant pour Hawaï de 2010 à 2011[30].
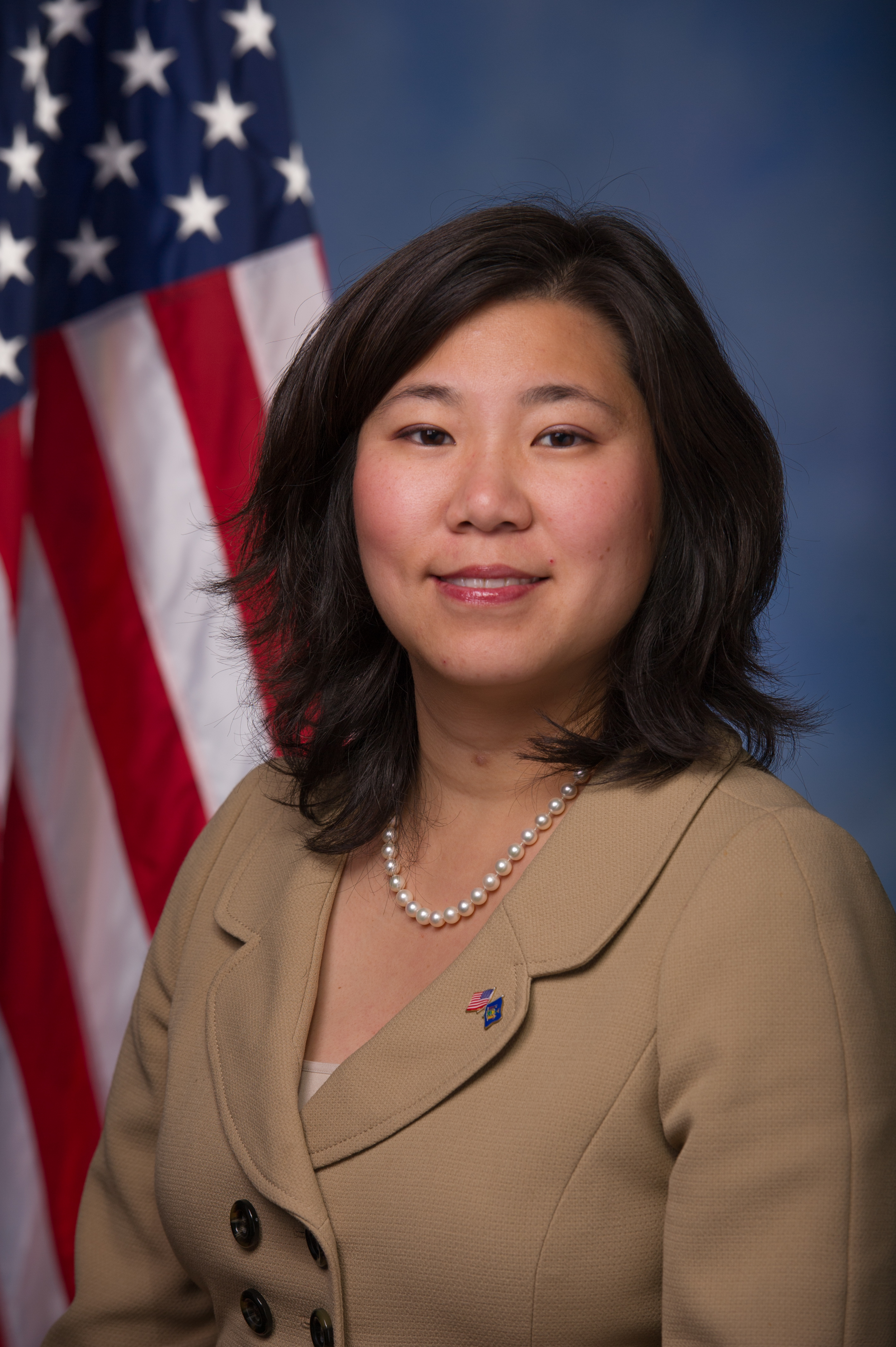
Grace Meng, représentante pour New York depuis 2013[31].
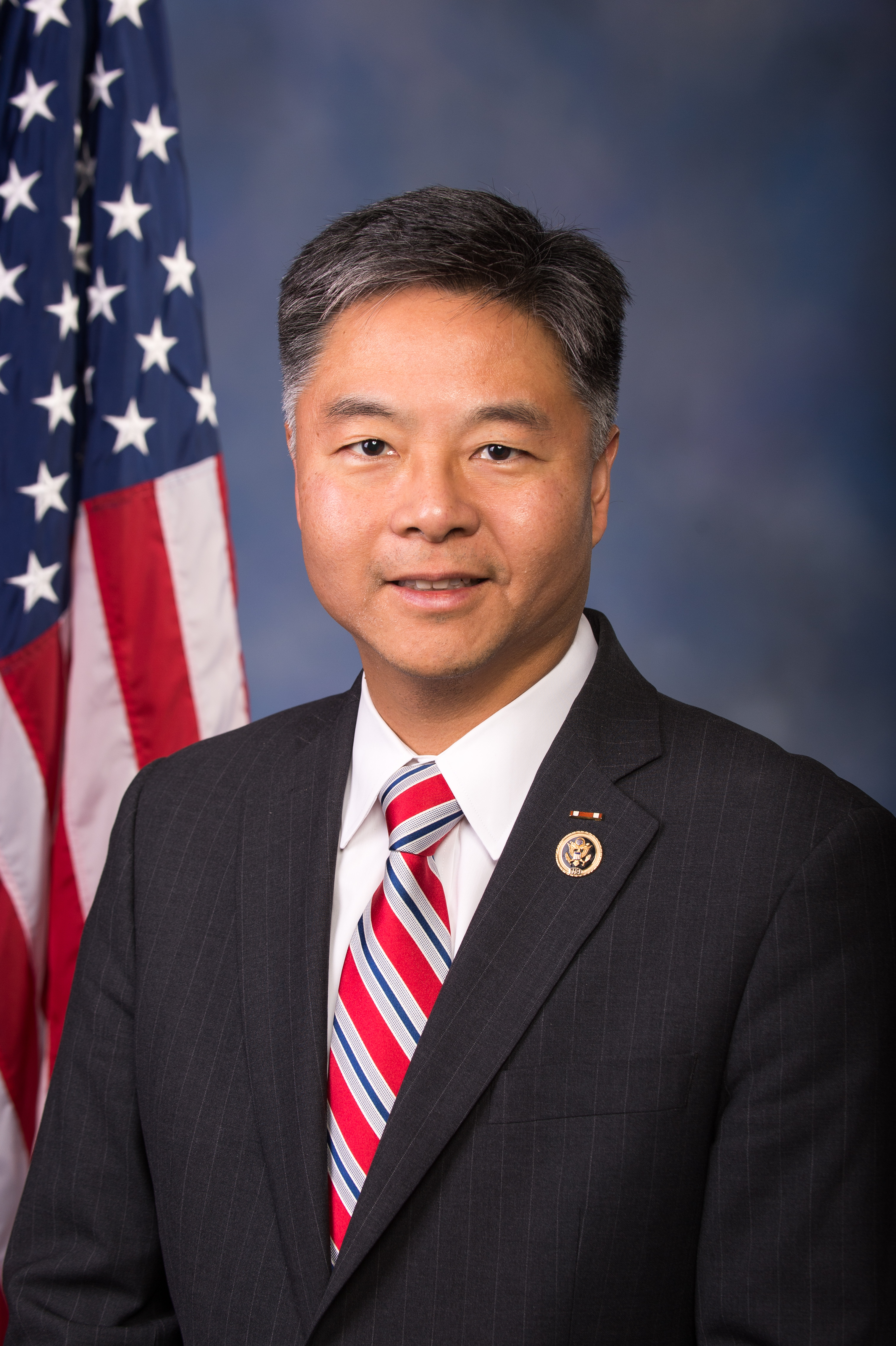
Ted Lieu, représentant pour la Californie depuis 2015.
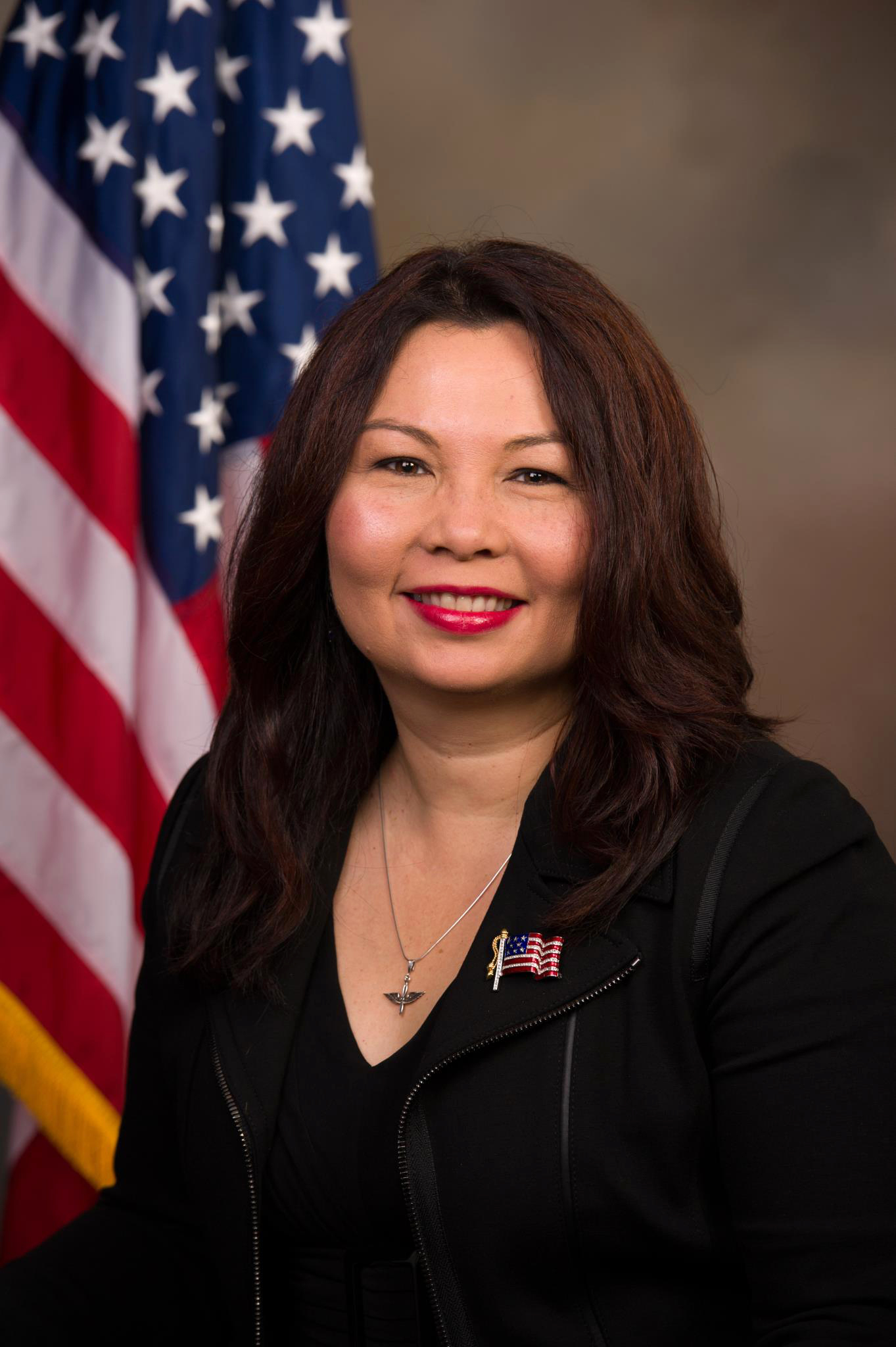
Tammy Duckworth, représentante pour l'Illinois de 2013 à 2017, et sénatrice pour l'Illinois depuis 2017[32].

#### Cabinet présidentiel

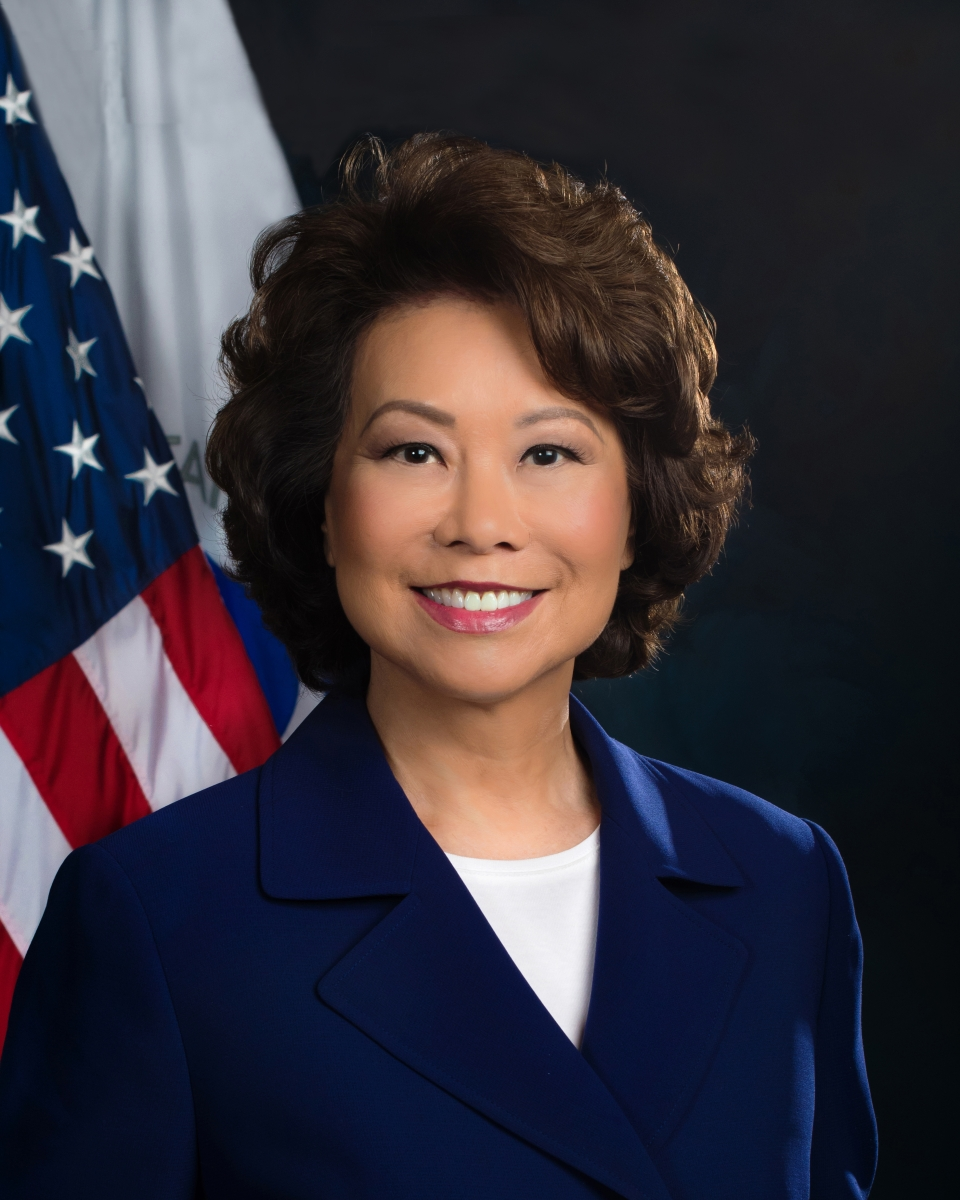
Elaine Chao, secrétaire au Travail de 2001 à 2009 et secrétaire aux Transports de 2017 à 2021.
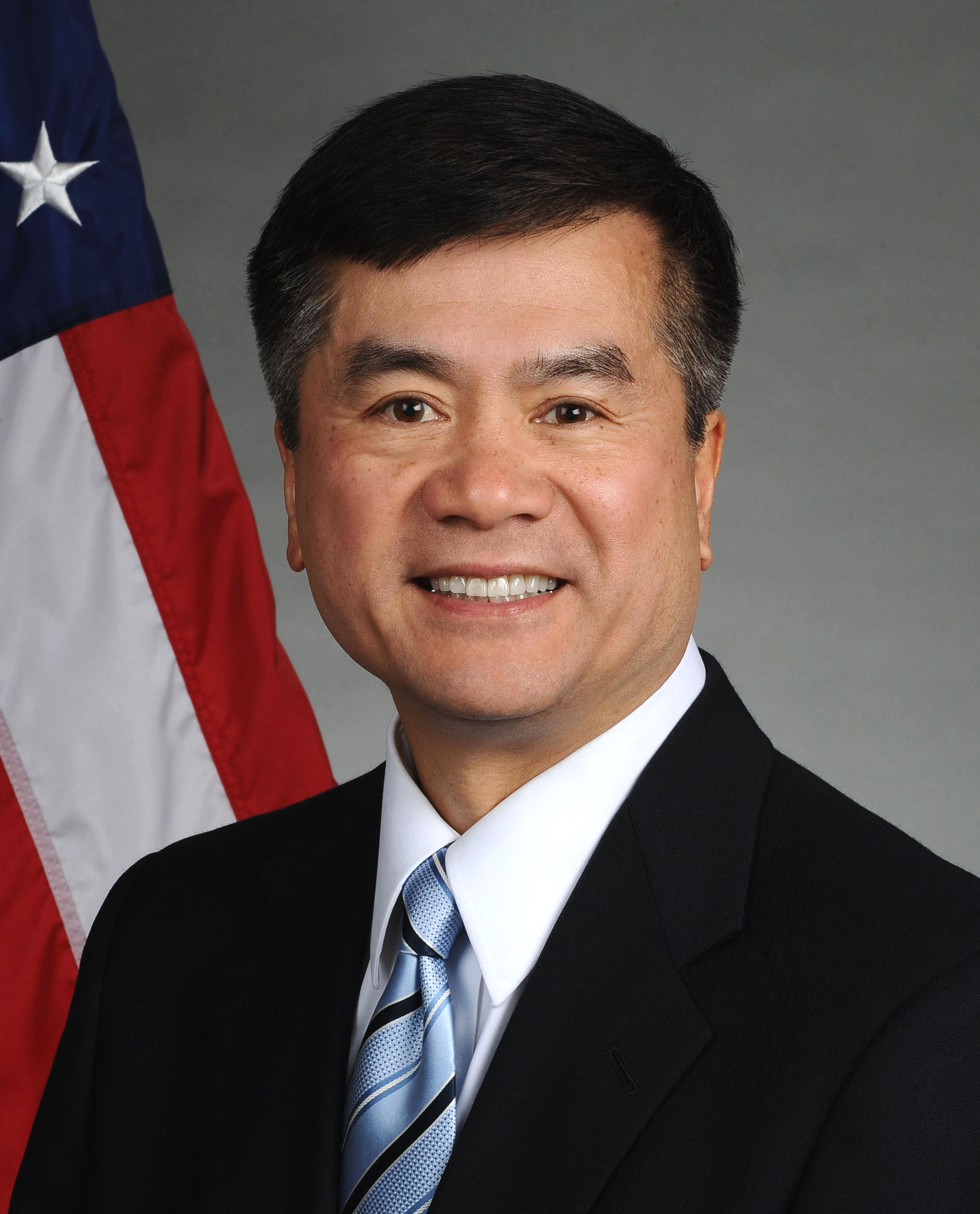
Gary Locke, secrétaire au Commerce de 2009 à 2011.
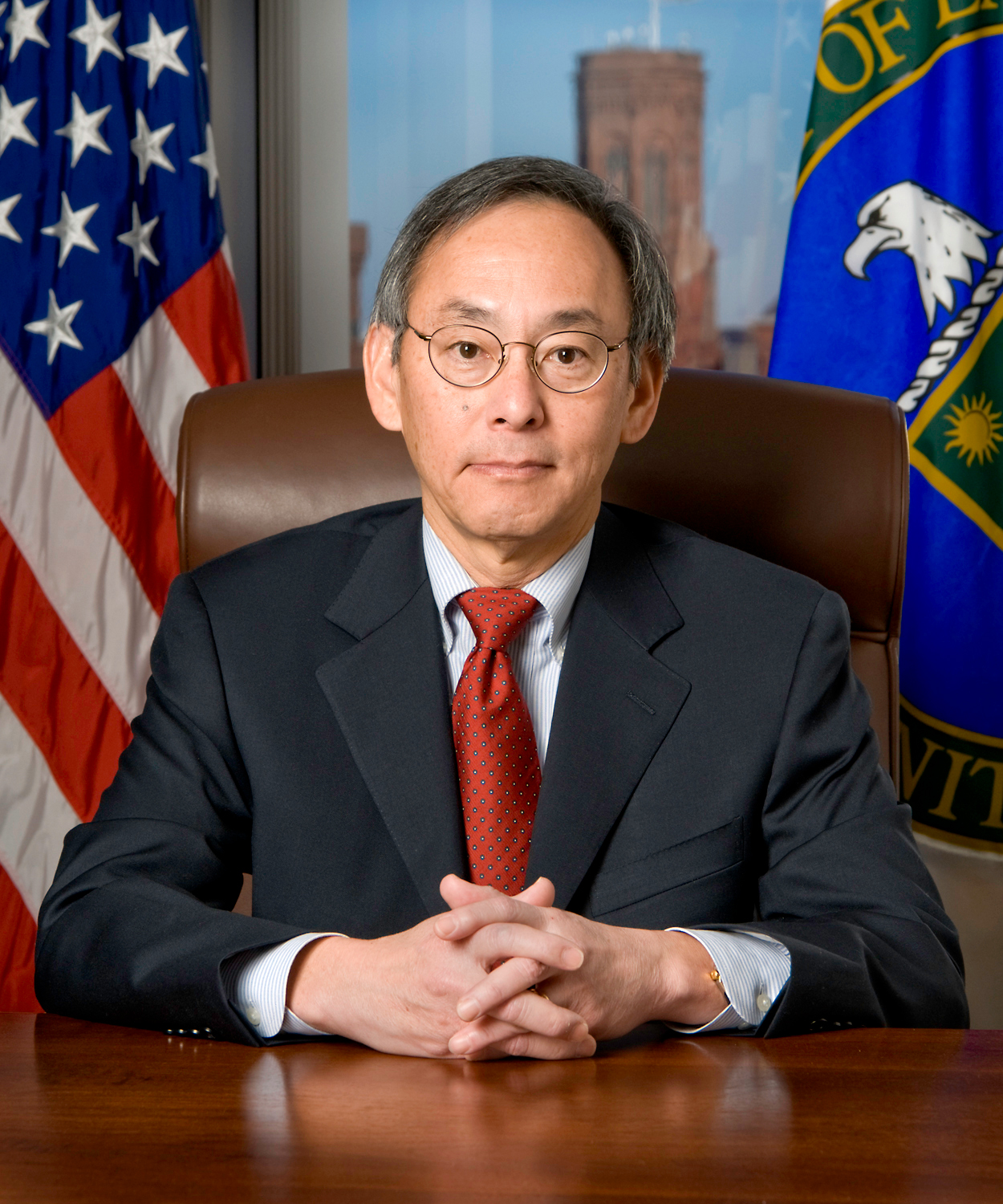
Steven Chu, secrétaire à l'Énergie de 2009 à 2013.

#### Gouverneurs d'État

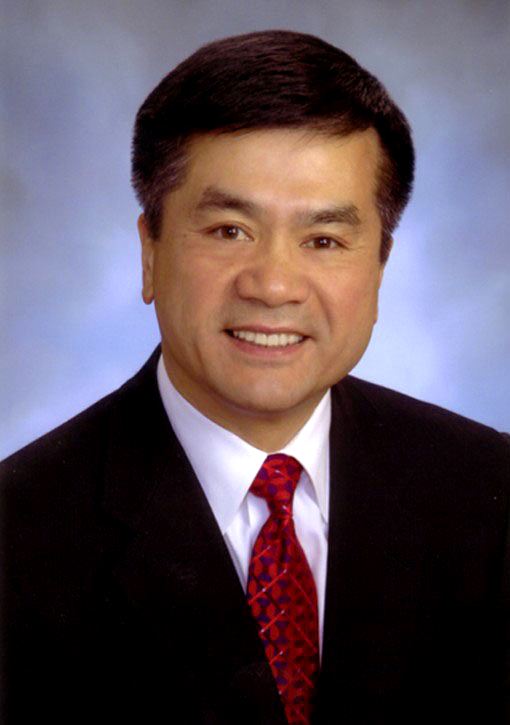
Gary Locke, gouverneur de Washington de 1997 à 2005.